# Kim Yong-jun
Kim Yong-jun (en hangul: 김영준; en hanja: 金永峻; Pionyang, Corea del Norte, 19 de julio de 1983) es un exfutbolista y actual  entrenador de fútbol norcoreano. En su etapa como jugador profesional se desempeñaba como centrocampista.
En 2018, se convirtió en el entrenador de la selección nacional, luego de que Jørn Andersen no renovara contrato con el equipo. Participó al mando del equipo en la Copa Asiática 2019, pero debido a los malos resultados, fue removido de su cargo de entrenador y remplazado por Yun Jong-Su.

## Selección nacional
Fue internacional con la selección de fútbol de Corea del Norte en 59 ocasiones y convirtió 7 goles.

### Participaciones en Copas del Mundo
| Mundial                        | Sede      | Resultado      | Partidos | Goles |
| ------------------------------ | --------- | -------------- | -------- | ----- |
| Copa Mundial de Fútbol de 2010 | Sudáfrica | Fase de grupos | 1        | 0     |

### Participaciones en Copas Asiáticas
| Copa               | Sede  | Resultado      | Partidos | Goles |
| ------------------ | ----- | -------------- | -------- | ----- |
| Copa Asiática 2011 | Catar | Fase de grupos | 0        | 0     |

## Clubes

### Como jugador
| Equipo         | País            | Año       |
| -------------- | --------------- | --------- |
| Pyongyang      | Corea del Norte | 2002-2006 |
| Yanbian FC     | China           | 2006-2007 |
| Chengdu Blades | China           | 2008      |
| Pyongyang      | Corea del Norte | 2009-2011 |

### Como entrenador
| Equipo                                | País            | Año       |
| ------------------------------------- | --------------- | --------- |
| Pyongyang                             | Corea del Norte | 2010-2018 |
| Selección nacional sub-16 (asistente) | Corea del Norte | 2013-2017 |
| Selección nacional sub-17 (asistente) | Corea del Norte | 2013-2017 |
| Selección nacional sub-23 (asistente) | Corea del Norte | 2013-2017 |
| Selección nacional                    | Corea del Norte | 2018-2019 |

## Palmarés

### Como jugador

#### Campeonatos nacionales
| Título                  | Equipo    | País            | Año  |
| ----------------------- | --------- | --------------- | ---- |
| Campeonato norcoreano   | Pyongyang | Corea del Norte | 2004 |
| Copa de Corea del Norte | Pyongyang | Corea del Norte | 2004 |
| Campeonato norcoreano   | Pyongyang | Corea del Norte | 2005 |
| Campeonato norcoreano   | Pyongyang | Corea del Norte | 2009 |

### Como segundo entrenador

#### Copas internacionales
| Título                      | Equipo                 | Sede      | Año  |
| --------------------------- | ---------------------- | --------- | ---- |
| Juegos de Asia Oriental     | Corea del Norte sub-23 | China     | 2013 |
| Campeonato Sub-16 de la AFC | Corea del Norte sub-16 | Tailandia | 2014 |